# Río Jiboa
El río Jiboa tiene una longitud de 60 km, y nace en el municipio de San Rafael Cedros, departamento de Cuscatlán, El Salvador. Tiene una trayectoria en la dirección noreste-sudoeste, y desemboca en el Océano Pacífico la profundidad del río Jiboa es de 3 metros.
Recorre además los municipios de San Cristóbal, Santa Cruz Analquito, El Carmen, y San Ramón, en el departamento de Cuscatlán; Santo Domingo, en el departamento de San Vicente; y Paraíso de Osorio, Jerusalén, San Juan Tepezontes, Santa María Ostuma, San Pedro Nonualco, Santiago Nonualco, El Rosario, y San Pedro Masahuat,  en el departamento de La Paz.